# Antenne collective de télévision
L'antenne collective est à mi-chemin entre une antenne individuelle et un réseau câblé, dans une habitation à plusieurs logements, copropriété, HLM… Une antenne collective est dédiée habituellement à la communauté, toutefois la technique est applicable aussi bien à un même foyer (appartement ou pavillon) comportant plusieurs prises.

## Description technique
Au lieu que chaque locataire ou copropriétaire possède sa propre antenne qu'elle soit pour la TAT, la TNT ou le SAT, le bâtiment est équipé d'un seul système d'antennes râteau TV et FM et d'antennes paraboliques qui, pour ces dernières, et en général, captent les satellites Hot-Bird et Astra voire Atlantic Bird 3.
Puis les signaux, amplifiés, sont distribués, via le câble coaxial, par des systèmes de répartition spécifiques (répartiteur x direction), ou dérivateur ou sélecteur ou bien par les multicommutateur DiSEqC, avec ou sans cascade, dans le cas de l'antenne dite BIS commutée.
L'antenne collective est dotée d'un amplificateur délivrant un gain au moins égal aux pertes de distribution. Le niveau à la prise d'usager est normalisé. Ces amplificateurs sont soit à large bande 40 à 860 Mhz, soit monocanal, soit pré-filtrés ne laissant passer que les canaux de 7/8 Mhz, standard L, B et G (Secam ou Pal) utiles. Avec l'arrivée de la TNT, les antennes équipées de filtres passe-canal ou passe-bande devront parfois être modifiées pour englober les nouvelles fréquences, par exemple 22 analogique + 23 numérique.
Les antennes collectives récentes et modernes permettent certes de recevoir les 6 chaînes analogiques et les 24 chaînes numériques françaises et en zone frontalière celles du voisin, RTBF, TSR, RTL, etc. mais surtout, grâce à la technique dite « BIS commutée » tous les signaux TV et radio (français, étrangers, analogiques, numériques, clairs, crytés) des satellites Hot-Bird et Astra, soit notamment TPS, CanalSatellite, AB Sat.

## Statut de l'équipement en France
Le locataire volontaire ne supporte que l'achat ou la location du démodulateur ou du terminal DVB-S de son choix. Le locataire peu motivé par les bouquets payants ou même gratuits, se contente des services analogiques terrestres captés par l'antenne VHF/UHF et FM, qui doit toutefois s'équiper de son propre adaptateur TNT s'il désire recevoir les nouvelles chaînes DVB-T.
Le syndic est l'interlocuteur compétent pour gérer le problème d'incompatibilité d'antenne collective avec la TNT.